# Dogman (2018)
Dogman is een Italiaans-Franse biografische misdaadfilm uit 2018, geschreven en geregisseerd door Matteo Garrone.

## Verhaal
De film vertelt het waargebeurde verhaal over een moordzaak in de jaren 1980 die gezien wordt als een van de gruwelijkste moordzaken in Italië sinds de Tweede Wereldoorlog. De kleine en vriendelijke hondenverzorger Marcello wordt regelmatig in elkaar geslagen door de brute crimineel en voormalig bokser Simoncino. Hij zint op wraak en weet de gangster via een list in een hondenkooi op te sluiten. Daar vermoordt hij de gangster na hem urenlang gefolterd te hebben.

## Rolverdeling
| Acteur                 | Personage |
| ---------------------- | --------- |
| Marcello Fonte         | Marcello  |
| Edoardo Pesce          | Simoncino |
| Nunzia Schiano         |           |
| Adamo Dionisi          |           |
| Francesco Acquaroli    |           |
| Laura Pizzirani        |           |
| Alida Baldari Calabria | Sofia     |

## Release
Dogman ging op 16 mei 2018 in première in de competitie van het filmfestival van Cannes.